# 久米優佑
久米 優佑（くめ ゆうすけ、1989年7月26日 - ）は、日本のミュージシャン、ギタリスト。ロックバンド・トリコンドル、PAM、hakua.などのギタリストとして活動している。

## 人物
インストバンドトリコンドル、PAMでギターを担当。
参加グループのほとんどで大半の楽曲の作曲を手がけ、特にPAMにおいては全ての楽曲の作曲を行なっている。
また、エモーショナルギターロックバンド「テトラコルド(アシカイクル)」でギターを担当していた。
尊敬するミュージシャンはMR. BIGのポール・ギルバート。

## 来歴
バンドメンバーとしての活動は「トリコンドル」、「PAM」も参照。
2013年
アシカイクル（後に「テトラコルド」に改名）結成。
2014年
トリコンドル結成。
2017年
テトラコルド解散。
2018年
ELLEGARDEN、THE PREDATORSのドラマー高橋宏貴と共に2人組インストバンドPAMを結成。
2021年
hakua.結成。
2023年
　hakua.脱退。

## 所属グループ
トリコンドル
2014年に結成された３人組マスロックバンド。
PAM
2018年に結成された、高橋宏貴(ELLEGARDEN、THE PREDATORS)との２人組インストバンド。
hakua.
2021年に結成された5人組女声ギターロックバンド。

## 使用機材
- エレキギター
  - Ibanez AZ24047[2]
  - FREEDOM CUSTOM GUITAR RESEARCH Black Pepper

- アコースティックギター
  - maton SRS808 SOLID ROAD SERIES

- エフェクター
  - Fractal Audio Systems FX8 MARK II
  - Kemper Profiling Amplifier PROFILER STAGE フロア・タイプ

## 作品
在籍グループ作品は「トリコンドル」、「PAM」を参照。

## 出演
在籍グループとしての出演は「トリコンドル」、「PAM」を参照。